# Higashimiyoshi, Tokushima
Higashimiyoshi (japanska: 東みよし町?, Higashimiyoshi-chō) är en landskommun (köping) i Tokushima prefektur i Japan. 